# 주앙 히카르두
주앙 히카르두 페레이라 산투스(포르투갈어: João Ricardo Pereira Santos, 1970년 1월 7일, 앙골라 루안다)는 앙골라의 은퇴한 축구 선수로 선수 시절 포지션은 골키퍼였다.

## 선수 시절

### 클럽
1988년 레이리아 마라지스에서 데뷔한 후 1993년부터 1998년까지 아카데미우 비제우에서 활동한 뒤 1998년부터 2001년까지 포르투갈의 SC 사우게이루에서 활동했다.
이후 2001년부터 2005년까지 포르투갈 3부 리그의 모레이렌스 FC에서 활동하며 리그 2연속 우승(2000-01 세군다 디비상, 2001-02 세군다 리가)을 맛보았고 2005년부터 2008년까지 고향팀인 페트루 아틀레치쿠에서 활동하며 2008년 지라볼라 리그 우승을 차지했다.
그리고 2011년 인도네시아의 세마랑 유나이티드에서 뛰다가 23년간의 현역 생활을 마무리했다.

### 국가대표팀
1996년 앙골라 A대표팀 첫 발탁 후 2006년 은퇴할 때까지 A매치 통산 29경기를 소화했고 특히 멕시코와의 2006년 FIFA 월드컵 D조 조별리그 2차전에서 무실점 선방쇼로 앙골라 축구 역사상 월드컵 첫 승점에 기여하며 멕시코전 맨 오브 더 매치에 선정되었다.

## 수상

### 클럽
모레이렌스 FC
- 세군다 디비상 : 우승 (2000-01)
- 세군다 리가 : 우승 (2001-02)

페트루 아틀레치쿠
- 지라볼라 : 우승 (2008)

### 개인
- 2006년 FIFA 월드컵 조별리그 맨 오브 더 매치 : 멕시코전